# 選子内親王
選子内親王（せんし（のぶこ）ないしんのう）は、第62代村上天皇の第10皇女。母は中宮・藤原安子（藤原師輔の娘）。号大斎院（おおさいいん、またはだいさいいん）。同母兄弟に冷泉天皇・円融天皇・為平親王。
生後僅か5日で、母后・安子が産褥死。天延2年11月11日、清涼殿にて着裳。天延3年（975年）6月25日、斎院・尊子内親王（冷泉天皇皇女）の退下により、12歳で賀茂斎院に卜定される。以来、円融、花山、一条、三条、後一条天皇の5代57年の長きにわたって斎院の任にあり続け、「大斎院」と称された。万寿元年（1024年）一品に叙せられた後、長元4年（1031年）9月22日に老病により退下、同28日に出家。長元8年（1035年）6月22日薨去、享年72。

## 人物
生まれて間もなく母后が没したため、安子の兄である藤原兼通・昭子女王夫妻が引き取って堀河殿で育てられた。天延2年の着裳の儀の際に裳の腰を結ぶ結腰役に昭子女王、理髪役は典侍であるとともに兼通の側室でもあった大江皎子であった。その前年に兼通と昭子の娘である媓子が入内する際には皇女である選子の輦車に媓子が同乗する形で内裏に入っている（后に立てられる前の臣下に過ぎない媓子は本来車で内裏に乗り入れることが出来なかったため、天皇の妹で輦車宣旨を受けていた選子の車に同乗する形を取った）。
『大鏡』で「賀茂の明神のうけ給へればかく動きなくおはしますなり」と評されたように、歴代でも類を見ない長期の斎院として尊崇を集めた一生は、そのまま母方である九条流摂関家との歩みであった。内親王自身も摂関家との交流には常に気を配ったらしく、『枕草子』で中宮定子との季節の交流が描かれる一方、『大鏡』や『栄花物語』には藤原道長との当意即妙なやり取りが記されている。
清少納言は『枕草子』で理想的な宮仕え先として「宮仕所は、内裏、后宮、その御腹の一品の宮など申したる。斎院、罪深かんなれどおかし」と挙げている。紫式部も『紫式部日記』で斎院に仕える女房を非難しつつ、内親王その人の人柄のゆかしさや斎院御所の風雅で神さびた趣深さは認めている。

## 歌集
- 『大斎院前御集』
- 『発心和歌集』
- 『大斎院御集』